# Trichomeloe sericellus
Trichomeloe sericellus is een keversoort uit de familie van oliekevers (Meloidae). De wetenschappelijke naam van de soort is voor het eerst geldig gepubliceerd in 1857 door Reiche.